# Antonio Tosti
Antonio Tosti (ur. 4 października 1776 w Rzymie, zm. 20 marca 1866 tamże) – włoski kardynał.

## Życiorys
Urodził się 4 października 1776 roku w Rzymie, jako syn lekarza Tommasa Tostiego i Agnese Massaroti. Studiował w Collegio Romano, gdzie uzyskał dyplom z teologii i doktorat utroque iure. Po przyjęciu święceń kapłańskich był preceptorem w Palazzo Ruspoli, a następnie audytorem Roty Rzymskiej. W 1822 oku wstąpił do Kurii Rzymskiej, gdzie został chargé d'affaires w Turynie, a następnie klerykiem Kamery Apostolskiej (w okresie 1834–1839 był jej głównym skarbnikiem). W latach 1830–1839 pełnił funkcję prezesa hospicjum S. Michele a Ripa Grande. 12 lutego 1838 roku został kreowany kardynałem in pectore. Jego nominacja na kardynała prezbitera została ogłoszona 18 lutego 1839 roku i nadano mu kościół tytularny San Pietro in Montorio. W latach 1859–1860 był kamerlingiem Kolegium Kardynałów, a w okresie 1863–1866 – protoprezbiterem. W styczniu 1860 roku został mianowany Bibliotekarzem Kościoła Rzymskiego i pełnił ten urząd do śmierci, która nastąpiła 20 marca 1866 w Rzymie.